# V353 Весов
V353 Весов (лат. V353 Librae) — одиночная переменная звезда в созвездии Весов на расстоянии (вычисленном из значения параллакса) приблизительно 16373 световых лет (около 5020 парсеков) от Солнца. Видимая звёздная величина звезды — от +14,7m до +13,9m.

## Характеристики
V353 Весов — пульсирующая переменная звезда типа RR Лиры (RRAB).